# آلبرشت دیتریش
آلبرشت دیتریش (انگلیسی: Albrecht Dieterich; ۲ مهٔ ۱۸۶۶ – ۶ مهٔ ۱۹۰۸) استاد دانشگاه در مطالعات کلاسیک و پژوهشگر دینی اهل پادشاهی پروس بود.